# 양좀
양좀은 좀목 좀과에 속하는 곤충이다. 행동이 민첩하며, 날개가 없다. 빛을 싫어하여 어두운 곳에 산다. 설탕이나 녹말 등의 탄수화물을 먹으며 약 4억 년 동안(고생대 석탄기 ~ 현재) 존재해 왔다. 한국에서는 좀처럼, 최근에는 실내에서 많이 보이진않음

## 모양
몸 길이는 약 1센티미터이다. 더듬이는 긴 실처럼 생겼다. 복부 끝에는 3개의 미모가 있다. 금속성의 몸을 가지고 있는데 이는 세 번째 허물을 벗은 뒤에 나타나는 은색 비늘 때문이다. 이 비늘은 쉽게 떨어진다.

## 성장
성충으로 자라기 위해서는 최소한 4개월이 걸리며 주위 환경에 따라 3년까지도 걸린다. 상온에서는 1년 안에 다 자라며 수명은 2년에서 8년 사이이다. 성충은 약 8번 허물을 벗지만, 일 년에 4번까지 허물을 벗기도 한다. 암컷은 온도가 섭씨 25도에서 30도 사이일 때 주로 갈라진 틈 속에 100개 정도의 알을 낳는다. 차갑고 건조한 환경에서는 번식을 하지 못한다.

## 먹이
양좀이 좋아하는 먹이는 풀, 책, 사진, 설탕, 머리카락, 비듬, 그리고 먼지 등에 들어있는 덱스트린같은 다당류나 녹말이다. 하지만 솜, 리넨, 비단, 합성섬유, 심지어 죽은 곤충이나 자신의 허물도 마다하지 않는다. 먹이를 먹지 못하면 가죽제품은 물론 합성섬유로 만들어진 직물마저 갉아먹는다. 하지만 양좀은 사실 아무 피해 없이 몇 달 동안 굶을 수 있다.

## 생활환경
얼룩좀(Thermobia domestica)과 함께 양좀도 집에서 나타난다. 양좀이 살 수 있는 바닥 타일이나 마루에 틈이 있다면 주로 냉장고 밑이나 따뜻한 화장실에서 발견할 수 있다. 위에서 설명한 것처럼 양좀은 책, 융단, 섬유 등을 가리지 않고 먹는다. 얼룩좀은 더 따뜻한 곳에서 사는데, 대표적인 곳이 밀가루와 빵이 있는 빵집이다.

## 번식
야행성인 특성 때문에 양좀의 교미 과정은 최근에야 알려졌다. 교미 과정동안 수컷과 암컷은 흥분하여 돌아다닌다. 수컷은 얇은 천 같은 것으로 싸여 있는 정액 캡슐인 정협(spermatophore)을 내어 놓고, 암컷은 이것을 집어 수정을 한다.

## 천적
양좀의 천적은 양집게벌레(Forficula auricularia)라고 불리는 곤충이다.

## 제거
흔히 해충이라고 생각하는 벌레이지만, 인간에게 끼치는 해는 의외로 적다. 하지만 벌레를 싫어하는 사람들에게는 피해를 줄 수 있다. 양좀은 높은 습도와 틈새가 있는 곳에 사는데, 이 두 가지 조건이 사라지면 양좀도 사라진다. 다음 방법을 통해 어느 정도 양좀을 없애거나 수를 줄일 수 있다.
- 붕산과 설탕을 1:1로 섞은 것은 유용한 미끼가 된다.
- 염화 암모늄 용액의 냄새는 하루 동안 양좀을 접근하지 못하게 한다.
- 양좀을 잡으려면 축축한 흰 솜 위에 회반죽을 뿌리고 그것을 밤 동안 은신처에 가까운 구석에 놔둔다.
- 양좀을 잡는 또다른 유용한 방법은 감자를 갈아서 밤동안 은신처 앞 바닥에 놓아두는 것이다. 그러면 양좀은 감자를 먹기 위해 속으로 들어가는데, 다음날 아침에 그냥 감자를 통째로 버리면 된다.